# Zoltán Sztanity
Zoltán Sztanity (1º febbraio 1954) è un ex canoista ungherese.

## Palmarès

### Olimpiadi
- 1 medaglia:
  - 1 argento (Montréal 1976 nel K-1 500 m)

### Mondiali
- 2 medaglie:
  - 1 oro (Belgrado 1975 nel K-1 4x500 m)
  - 1 bronzo (Sofia 1977 nel K-1 500 m)